# モ・イブラヒム賞
モ・イブラヒム賞、正式名称アフリカのリーダーシップに対するモ・イブラヒム賞（Mo Ibrahim Prize for Achievement in African Leadership）は、アフリカで優れた統治を行った統治者に対して贈られる賞である。「アフリカのノーベル賞」とも呼ばれる。賞金は世界最多の500万ドルで、受賞者の引退後10年に分割して授与される。さらに10年後からは死亡するまで20万ドルの生涯年金が贈られる。
モ・イブラヒム賞は、自国の発展に寄与し、経済成長だけでなく医療や福祉も向上させ、ガバナンスを改善させ、民主的な統治を行った指導者に対し授与される。賞金が非常に大きい理由は、アフリカの政治家には引退後の保証が一切なく、在職中に汚職に走って引退後の生活保障を確保しようとする者が非常に多いため、汚職に走らなくとも生活が支えられるようにとの意図である。
モ・イブラヒム賞は、スーダン出身の実業家、モ・イブラヒムによって制定された。モ・イブラヒムはアフリカで携帯電話事業会社セルテルを立ち上げ、セルテル社をアフリカ3位、アフリカ発の携帯会社としては最大の企業に育て上げた人物である。2005年、モ・イブラヒムはセルテルをクウェートのザイングループに売却し、34億ドルの利益を得た。その利益を元手に2006年、モ・イブラヒム財団が設立され、翌年より賞の授与が始まった。
2007年の受賞者は「紛争から平和と民主主義へとモザンビークをリードした」としてモザンビークのジョアキン・アルベルト・シサノ元大統領に授与された。2008年には「その指導力によってエイズのパンデミックに直面したボツワナに継続した安定をもたらした」としてボツワナのフェスタス・モハエ元大統領が受賞した。2009年10月19日、モ・イブラヒム財団は適格者無しとして、2009年度は賞の授与を行わないと発表した。
2020年度までの14回で、受賞者は合計7人（名誉賞含む）。2007年度は2人受賞しているが、それ以外は1人である。また受賞者がいない年度が8年存在する。

## 選考委員会
2020年度選考委員会のメンバーは以下の6人。
- フェスタス・モハエ（委員長、2011年 - ）
- Aïcha Bah Diallo（2007年 - ）
- メアリー・ロビンソン（2007年 - ）
- グラサ・マシェル（2008年 - ）
- モハメド・エルバラダイ（2008年 - ）
- ホルスト・ケーラー（2017年 - ）

かつて在籍していたのは以下の4人。
- ンゴジ・オコンジョ・イウェアラ（2007年 - 2008年）
- コフィー・アナン（元委員長、2007年 - 2011年）
- マルッティ・アハティサーリ（2007年 - 2019年）
- Salim Ahmed Salim（元委員長、2007年 - 2020年）

## 歴代の受賞者
- 第1回(2007年)　ジョアキン・アルベルト・シサノ モザンビーク元大統領、ネルソン・マンデラ 南アフリカ共和国元大統領（名誉賞）
- 第2回(2008年)　フェスタス・モハエ ボツワナ元大統領
- 第3回(2009年)　適格者無し
- 第4回(2010年)　適格者無し
- 第5回(2011年)　ペドロ・ピレス カーボベルデ元大統領
- 第6回(2012年)　適格者無し
- 第7回(2013年)　適格者無し
- 第8回(2014年)　ヒフィケプニェ・ポハンバ ナミビア元大統領
- 第9回(2015年)　適格者無し
- 第10回(2016年)　適格者無し
- 第11回(2017年)　エレン・ジョンソン・サーリーフ リベリア元大統領
- 第12回(2018年)　適格者無し
- 第13回(2019年)　適格者無し
- 第14回(2020年)　マハマドゥ・イスフ ニジェール元大統領[4]